# Aníbal Tártalo
Aníbal Tártalo Mariani (Casarrubuelos, Madrid, 27 de octubre de 1996) es un actor de cine, teatro y televisión español. Es conocido por haber interpretado a Piojo en la película Zipi y Zape y el club de la canica y a Gamer Boy en la serie Club Houdini.

## Biografía
Hijo de Javier Tártalo y Marta Mariani, tiene un hermano menor llamado Ares.
Con siete años comenzó sus primeros pasos ante la cámara de parte de diversos cortometrajes, más tarde debutó en el teatro musical en la producción de La Bella y la Bestia de Stage Entertainment. Posteriormente se estrenó en la gran pantalla con la película Maktub.
Es un gran apasionado de la automoción, llegando a participar en varias carreras.

## Carrera
Comenzó con siete años con los cortometrajes, uno de los más conocidos es El Gran Zambini.
En 2007 mientras continuaba con los cortometrajes estrena en la Gran Via de Madrid La Bella y La Bestia, musical de Stage Entertainment.
Continua con su trayectoria en el cine con cortometrajes como Intercambio de Antonio Quintanilla y Antonello Novellino, o Therion de Mario Garcia y Pepe Botias.
En 2011 se estrena en la gran pantalla en la película Maktub de Paco Arango, protagonizada por Diego Perretti o Aitana Sánchez Gijón.
Continua su carrera en 2013 en la gran pantalla, rodando junto a actores como Javier Gutiérrez, Alex Angulo o Alberto Lopez Lopez la película Zipi y Zape y el club de la canica de Oskar Santos.
En noviembre de 2017 estrena el papel del malvado Gamer Boy en la serie Club Houdini dirigida por Rodrigo Sopeña y producida por Disney Channel.
En 2020 sus cantos en el balcón de su casa nos hicieron pasar buenos ratos en la cuarentena, haciendo que fuera todo un show para el vecindario. 

## Filmografía

### Cine
| Año  | Película                           | Personaje   | Director                                  | Notas        |
| ---- | ---------------------------------- | ----------- | ----------------------------------------- | ------------ |
| 2003 | Gazpacho                           | Ajito 1     | Juan Carlos Gómez                         | Cortometraje |
| 2004 | Zombie Bizarro                     | Niño        | Santiago Lorigados                        | Cortometraje |
| 2005 | Insectos: Habitación 32            | Tod         | Jesús Cobo y Jorge Alonso                 | Cortometraje |
| 2005 | El Gran Zambini                    | Hijo        | Igor Legarreta y Emilio Perez             | Cortometraje |
| 2006 | Una puerta cerrada                 | Victor      | Raúl Garán y Daniel Romero                | Cortometraje |
| 2007 | Making Up                          | Daniel      | Gustavo Prieto                            | Cortometraje |
| 2008 | Sub-Way                            | Little Boy  | Matias Boero Luztz                        | Cortometraje |
| 2008 | Voluntario                         | Manuel      | Javier Sanroman                           | Cortometraje |
| 2009 | A Través del Ocaso                 | Niño        | Javier Yáñez                              | Cortometraje |
| 2009 | Intercambio                        | Niño        | Antonello Novellino y Antonio Quintanilla | Cortometraje |
| 2010 | Cambio de Sentido                  | Alejo       | Kuya Manzano                              |              |
| 2011 | 8                                  | Sobrino     | Raúl Cerezo                               | Cortometraje |
| 2011 | Maktub                             | Jacinto     | Paco Arango                               |              |
| 2011 | Therion                            | Carlos      | Mario Garcia y Pepe Botias                | Cortometraje |
| 2013 | Mighty Boy                         | Joven Jaime | Javier Yáñez                              | Cortometraje |
| 2013 | Zipi y Zape y el club de la canica | Piojo       | Oskar Santos                              |              |
| 2013 | M83: Intro                         | Niño        | Javier Requena                            | Videoclip    |
| 2014 | Wild Hand Jack                     | Joven Jack  |                                           | Videoclip    |
| 2015 | The Dreamplayer                    | Niño        | Curro Royo                                | Cortometraje |

### Televisión
| Año       | Serie            | Personaje | Cadena         |
| --------- | ---------------- | --------- | -------------- |
| 2007      | Hospital Central | Fernando  | Telecinco      |
| 2016      | Centro Médico    | Juan      | La1            |
| 2017-2019 | Club Houdini     | Gamer Boy | Disney Channel |

### Teatro
| Año       | Obra                                       | Personaje  | Producción                       | Notas    |
| --------- | ------------------------------------------ | ---------- | -------------------------------- | -------- |
| 2007-2009 | La Bella y La Bestia                       | Chip       | Stage Entertainment              | Musical  |
| 2008      | Antología de la Zarzuela                   | Gabrié     | Cia. Antología de la Zarzuela    | Zarzuela |
| 2009      | Gianni Schicchi                            | Gherardino | Cia. Distrito 9                  | Opera    |
| 2010      | Andrea Chenier                             | Niño       | Teatro Real                      | Opera    |
| 2011      | La Revoltosa                               | Chupitos   | Cia. Nieves Fernández de Sevilla | Zarzuela |
| 2011      | Antología de la Zarzuela Homenaje a Tamayo | Gabrié     | Cia. Nieves Fernández de Sevilla | Zarzuela |
| 2014      | Nuestra Ciudad                             | Willie Web | RESAD                            | Teatro   |
| 2014      | La Carta                                   | Hijo       | RESAD                            | Teatro   |
| 2019      | La del Manojo de Rosas                     | Capó       | Ditirámbak                       | Zarzuela |

## Premios y nominaciones
| Año  | Categoría                                                                 | Película        | Resultado |
| ---- | ------------------------------------------------------------------------- | --------------- | --------- |
| 2007 | Mejor Actor Protagonista (Festival de Cortometrajes de Rivas Vaciamadrid) | Making Up       | Ganador   |
| 2006 | Mejor Actor Protagonista (Festival Escorto 2006)                          | El Gran Zambini | Nominado  |

## Vida privada
Natural de Casarrubuelos, gracias a ello disfruta del campo y la naturaleza. Afición que compagina con su hobby, la automoción, donde ha corrido varias carreras del CERTT (Campeonato Español de Rallyes Todo Terreno).
Tiene una relación con Nerea Romero Viruel, también actriz.
Es vegetariano de nacimiento y presume de sus recetas vegano-vegetarianas en sus redes sociales.